# Emanuel Morbeck

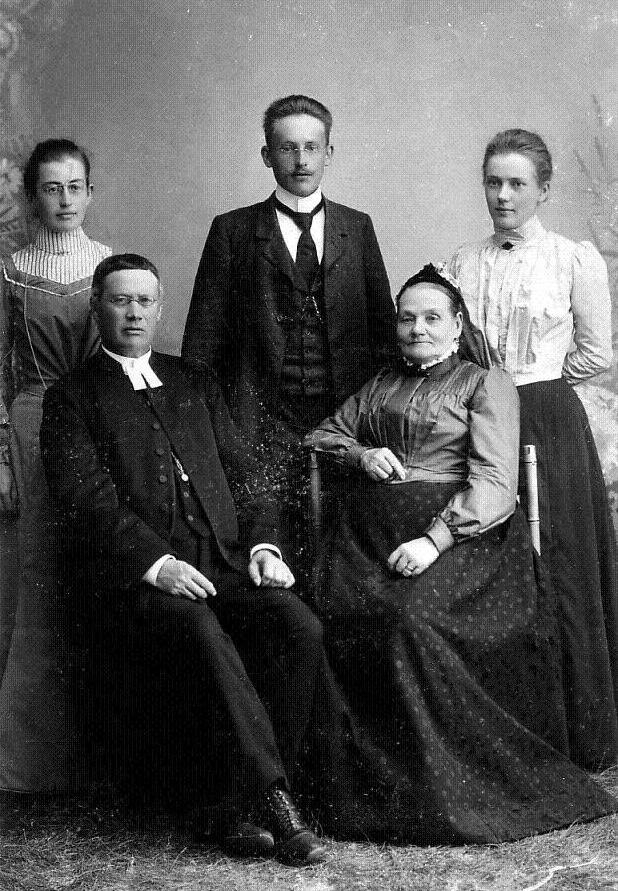
Morbeck (stående) med föräldrar och systrar cirka 1905.

Karl Gustaf Emanuel Morbeck, ursprungligen Mattsson, född 15 september 1875 i Uppsala, död där 24 februari 1958, var en svensk arabist och präst. Han var son till Gustaf Mattsson.
Morbeck blev filosofie kandidat 1898, filosofie licentiat 1909, filosofie doktor i Uppsala 1910 på avhandlingen Études phonologiques sur le dialecte arabe vulgaire de Beyrouth (under namnet Emanuel Mattsson) och var docent i arabiska språket där 1910–1933. PÅ 1910-talet var han inblandad i en akademisk strid, den så kallade Myhrmanska saken och på 1920-talet försökte Emanuel Linderholm förgäves få honom utnämnd till professor i gamla testamentets exegetik i Uppsala.
Morbeck prästvigdes för Västerås stift 1929, blev kyrkoadjunkt i Grangärde församling 1931, teologie doktor 1933, var kyrkoherde i Stora Malms församling 1933–1946 och inspektor vid samrealskolan i Katrineholm från 1934.
Han gifte sig med Berta Eriksson (1879–1953) och fick med henne en dotter.